# Суєта
Суєта́ (рос. Суета) — селище у складі Таштагольського району Кемеровської області, Росія. Входить до складу Шерегеського міського поселення.

## Населення
Населення — 44 особи (2010; 48 у 2002).
Національний склад (станом на 2002 рік):
- шорці — 98 %